# Chanteuges
Chanteuges – miejscowość i gmina we Francji, w regionie Owernia-Rodan-Alpy, w departamencie Górna Loara.
Według danych na rok 1990 gminę zamieszkiwało 376 osób, a gęstość zaludnienia wynosiła 23 osoby/km² (wśród 1310 gmin Owernii Chanteuges plasuje się na 488. miejscu pod względem liczby ludności, natomiast pod względem powierzchni na miejscu 584.).